# Carmistin
Introducere
Cu o experiență de peste 20 de ani în industria agroalimentară din România, Organizația Carmistin a reușit să își câștige un renume pe piața pe care aceasta activează, prin grija față de produs și față de client. 
Cele mai importante produse sunt cele pe care le întâlnim zi de zi. Atunci când ne hrănim căutăm gust, textură și armonie. Ne ducem limitele din ce în ce mai departe ca să oferim întotdeauna
produse fără cusur.
Grupul de companii Carmistin
Organizația Carmistin cuprinde companiile partenere “Fermier în țara mea”, precum și companiile deținute de Grupul Carmistin.
Din dorința ca legătura dintre Organizație și client să fie făcută prin produse ce provin dintr-un mediu responsabil, companiile din Organizația Carmistin lucrează independent, dar cu aceeași misiune – „totul pentru hrană”.
În acest sens, Organizația cu capital 100% românesc este unul dintre puținele holdinguri din România ce reușește să integreze în proporție de 90% lanțul de producție agrozootehnic.
Cinci divizii de producție
Prin orientarea activă spre produse calitative și tehnologii inovative, Organizația s-a concentrat pe principalele cinci divizii de producție: pui, porc, agricultură și producția de furaje, vită și energie verde, investind în mod constant în active și capital uman.
De-a lungul timpului, Organizația Carmistin a ales să creeze o linie proprie de distribuție și vânzare cu acoperire în întreaga țară, în timp ce birourile și unitățile de producție sunt situate în partea de Sud a României, din motive operaționale.